# Luís Geraldo Ximenes de Oliveira

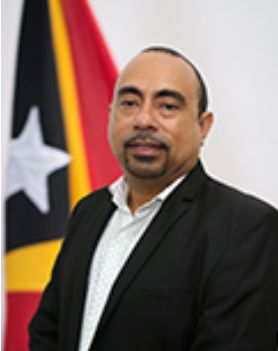
Luís Geraldo Ximenes de Oliveira

Luís Geraldo Ximenes de Oliveira (* 11. April 1975 in Dili, Portugiesisch-Timor) ist ein Unternehmer und Politiker aus Osttimor. Er ist Mitglied der Partei FRETILIN.
2009 geriet Oliveira als Generalmanager und Miteigentümer der Pualaka Petroleo Fuel, Lda., in Streit mit dem Eigentümer Americo Luís Lourenço Lopes, dem Ehemann der damaligen Justizministerin Lúcia Lobato.
Bei den Parlamentswahlen in Osttimor 2018 kandidierte Oliveira erfolglos auf Platz 26 der Parteiliste. 2021 vertrat Oliveira Alexandrino Cardoso da Cruz im Parlament als Abgeordneter. Erst nach dem Tod des Abgeordneten Silvino Adolfo Morais rückte Oliveira am 10. Januar 2022 endgültig in das Nationalparlament nach. Hier war er Mitglied der Kommission für Öffentliche Finanzen (Kommission C).
Bei den Parlamentswahlen 2023 gelang Oliveira auf Listenplatz 46 der FRETILIN der Wiedereinzug nicht, da die Partei nur 19 Sitze gewann.